# Smaragdschnäpperdrossel
Die Smaragdschnäpperdrossel (Cochoa viridis) ist ein in Asien vorkommender Singvogel aus der Familie der Drosseln (Turdidae). Der Artname leitet sich von dem lateinischen Wort virids mit der Bedeutung „grün“ ab und bezieht sich auf die Gefiederfärbung der Vögel.

## Merkmale
Die Smaragdschnäpperdrossel erreicht eine Körperlänge von ca. 28 Zentimetern und ein Gewicht von 88 bis 122 Gramm. Ober- und Unterseite der Vögel sind smaragdgrün. Der Oberkopf, der Nacken und die Wangen sind hellblau. Aus dem Gesicht hebt sich ein schwarzer Überaugenstreif ab. Über die schwarzen Flügeldecken verlaufen breite weiße Streifen. Die Schwanzfedern sind hellblau mit schwarzen Spitzen. Zwischen den Geschlechtern besteht ein leichter Sexualdimorphismus, der sich dadurch ausdrückt, dass die dominierende Farbe der Weibchen ein mattes Bronzegrün ist. Der Schnabel ist bei beiden Geschlechtern dunkelgrau, die Iris schwarz, Beine und Füße haben eine rötliche Farbe.

## Ähnliche Arten
Aufgrund der markanten Gefiederfärbung ist die Art unverwechselbar.

## Verbreitung und Lebensraum
Smaragdschnäpperdrosseln kommen in Kambodscha, China, Indien, Laos, Myanmar, Nepal, Thailand, Vietnam und zuweilen in Bhutan vor. Ihre bevorzugten Lebensräume sind dichte Laubwälder, gerne in schattigen Schluchten oder in der Nähe von Gewässern. Sie sind meist in Höhenlagen zwischen 700 und 1800 Metern anzutreffen.

## Lebensweise
Smaragdschnäpperdrosseln halten sich überwiegend in den Kronen von Laubbäumen auf, wo sie aufgrund ihrer Gefiederfärbung im dichten Blätterdach schwer auszumachen sind. Ihre Nahrung, die aus Beeren und Wirbellosen besteht, suchen sie einzeln, paarweise oder in kleinen Gruppen am Boden. Insekten fangen sie zuweilen im Fluge aus der Luft. Schneckenhäuser werden durch Schlagen gegen Steine zerschmettert, um an die weichen Innereien zu gelangen. Sie zeigen damit ein ähnliches Verhalten wie die heimische Singdrossel (Turdus philomelos), die Drosselschmieden anlegt. Ihr Gesang wird gerne von erhöhter Warte aus vorgetragen, er ist relativ leise und die Phrasen werden meist wiederholt. Hauptbrutzeit sind die Monate Mai bis Juli in der Himalayaregion sowie April bis Juni im übrigen Asien. Das Nest wird in einer Höhe von ca. zehn Metern in Astgabeln tassenförmig aus Grashalmen und Moos hergestellt. Ein Gelege besteht aus zwei bis vier Eiern. Die Eier haben eine cremige Farbe und sind mit einigen rotbraunen Sprenkeln überzogen.

## Bestand und Gefährdung
Die Smaragdschnäpperdrossel ist in ihren Vorkommensgebieten im Rückgang begriffen. Sie wird dennoch von der Weltnaturschutzorganisation IUCN als „least concern = nicht gefährdet“ geführt.